# Anastatus temporalis
Anastatus temporalis är en stekelart som beskrevs av Askew 2005. Anastatus temporalis ingår i släktet Anastatus och familjen hoppglanssteklar.
Artens utbredningsområde är Grekland. Inga underarter finns listade i Catalogue of Life.